# Nesochernes gracilis
Nesochernes gracilis är en spindeldjursart som beskrevs av Beier 1932. Nesochernes gracilis ingår i släktet Nesochernes och familjen blindklokrypare.

## Underarter
Arten delas in i följande underarter:
- N. g. gracilis
- N. g. norfolkensis